# Scanlation
Scanlation er et begreb, der dækker over uautoriseret scanning, oversættelse, redigering og distribution af tegneserier fra et fremmed sprog til distributørernes eget. Begrebet bruges oftest om japanske, koreanske og kinesiske tegneserier (hhv. manga, manhwa og manhua). Scanlation distribueres generelt gratis via internettet enten via direkte download, BitTorrent, IRC eller som visning på hjemmesider. 
Scanlation er ulovligt, men da der længe i stort omfang har været set gennem fingre med det fra rettighedshavernes side, har det vundet stor udbredelse og popularitet og foregår i stort omfang åbenlyst.
Ordet scanlation er en sammentrækning af de engelske ord scan (scanne) og translation (oversættelse).

## Fra sprog til sprog
Scanlation er navnlig kendt i form af oversættelse af manga, japanske tegneserier, der nyder stor popularitet i vesten både legalt og illegalt. I kølvandet på manga følger manwha, koreanske tegneserier, og de i vesten mindre kendte manhua, kinesiske tegneserier. Fælles for dem er foruden en del stilmæssig lighed deres oprindelige udgivelse kapitelvis i magasiner og senere samling i bind. Til gengæld læses manga og manhua traditionelt fra højre mod venstre, hvor manhwa ligesom sine vestlige kollegaer læses fra venstre mod højre.
Også en del doujinshi, fankreerede mangahæfter der produceres og distribueres i begrænset omfang, oversættes som scanlation. For dem gælder at de oftest er baseret på regulære og ofte også populære mangaserier men uden tilladelse fra disses skabere. Det er et populært og velkendt fænomen og mere eller mindre stiltiende accepteret. Men netop den manglende tilladelse gør også at legal oversættelse er udelukket. Noget der selv sagt ikke ligefrem mindsker interessen blandt scanlation-folkene.
Sprogene der oversættes til er navnlig engelsk og kinesisk, der som internationale hovedsprog muliggør distribution til mange mennesker over hele Jorden udover de i sig selv mange mennesker, der benytter sig af sprogene til daglig. Oversættelser til f.eks. tysk, fransk, spansk og russisk ses dog også indimellem. De skandinaviske sprog er derimod stort set ikke repræsenteret.
Fanoversættelse af europæiske tegneserier til engelsk forekommer også i beskedent omfang, men de identificeres normalt ikke som scanlation, selv om principperne i øvrigt er de samme.

## Grupper
Da der kræves en række forskellige evner for at frembringe det færdige produkt, vælger de, der ønsker at lave scanlation, ofte at danne grupper eller tilslutte sig eksisterende. I sådanne grupper fordeles arbejdsopgaverne så efter evner og interesse. Det kan for eksempel forme sig således, at en scanner den originale udgivelse, en anden oversætter, en tredje tager sig af det grafiske med fjernelse af originaltekst og indsættelse af oversættelse, og en fjerde læser korrektur.
Nogle grupper fokuserer på så mange udgivelser som muligt, mens andre satser på færre udgivelser men af højere kvalitet. Nogle af de sidstnævnte grupper kræver derfor, at potentielle medlemmer skal bestå en "test" for at sikre, at deres resultater lever op til gruppens forventninger. Indimellem ses også grupper, der udelukkende fokuserer på en enkelt serie.
Der er intet krav om gruppetilslutning, og en del klarer helt eller delvist sig på egen hånd, hvad enten det skyldes manglende samarbejdspartnere, manglende interesse hos disse eller blot manglende samarbejdslyst i det hele taget. Tilsvarende er det ikke nødvendigvis alle, der beskæftiger sig med hele processen. Nogle nøjes således med at scanne originalerne og lægge dem ud på internettet, mens andre nøjes med at lave en ren tekstoversættelse. Begge dele til glæde for både utålmodige læsere og for grupper, der derved kan spare det første trin eller to i processen, men som til gengæld bliver afhængige af andre.
Grupperne har normalt ingen direkte indtægter fra læserne, der kan downloade og læse serierne gratis. Til en vis grad må udgifterne derfor betales af egen lomme, men en del supplerer med frivillige donationer fra læserne og bannerannocer på hjemmesiderne. I nogle tilfælde benyttes også særskilte downloadsider, hvor bidragsydere kan tjene et mindre beløb, hver gang nogen benytter den pågældende side.

## Kvalitet
Meget få af de, der er involveret i scanlation, er professionelle på deres respektive områder. Nogle gør det alligevel stort set lige så godt som de professionelle eller trods alt pænt forholdene taget i betragtning. Men det kan også føre til scanninger og grafisk redigering af lav kvalitet og dårlige, upræcise eller direkte forkerte oversættelser. 
Udfordringerne er dog også til at få øje på. Således har en del mangaka for vane at placere en del af teksten henover baggrundstegningerne, så genoptegninger af disse på det nærmeste er nødvendige før oversættelsen kan indsættes. Og selv hvis teksten bliver i taleboblerne, støder man hurtigt ind i det problem, at japansk og kinesisk traditionelt skrives oppefra og ned, mens de fleste vestlige sprog skrives fra venstre til højre. Mindre kyndige grupper kan derfor blive nødt til at foretage forskellige kunstgreb for at få tingene til at passe. Andre tager dog udfordringen op og forsøger sig med genoptegninger, der kan give resultatet et mere professionelt præg.
I nogle tilfælde vil mangel på kvalificerede grafiske folk dog alligevel medføre, at grupper udgiver scanlation med minimal eller ingen redigering udover oversættelsen af selve teksten. Følgen er, at læserne så selv må gætte, hvad diverse lydord står for. Og mens det måske nok er indlysende for for eksempel en dansktalende, hvad en engelsk hund mener med woof-woof, er det nok sværere at greje, at チチチ (chi-chi-chi) er det japanske lydord for fuglekvidder. Et problem nogle grupper (og for den sags skyld også enkelte professionelle) forsøger at løse ved at indsætte oversatte lydord som noter under billederne, gerne med et foransat SFX: (sound effect, lydeffekt).
Oversættelsernes kvalitet kan også variere. Selvom nogle grupper har oversættere, der har det sprog, der oversættes fra, som modersmål, er det ikke tilfældet for alle, og de, der ikke har, må derfor ty til oversættere, der måske ikke altid har samme sprogforståelse som professionelle eller indfødte. Hvis de da vel at mærke har oversættere med kendskab til originalsproget. Har de ikke, kommer oversættelserne til at tage turen via et tredje sprog, så f.eks. en manga måske først oversættes fra japansk til kinesisk og derfra videre til engelsk. Omvendt ses der dog også eksempler, hvor det er kendskabet til modtagersproget, det kniber med. Det kan således være tilfældet for oversættelser til engelsk, der er et af de sprog, der forstås af flest mennesker i verdenen, og derfor også er et attraktivt sprog at oversætte til. Hvilket dog altså bare ikke altid er ensbetydende med, at dem der så oversætter til det behersker sproget lige så godt som dem, der har det som modersmål. 
Den varierende kvalitet af oversættelserne betyder, at ordspil og og kulturelle referencer nogle gange går tabt, og at betydningen af idiomer nogle gange bliver misforståede. Nogle gange vil den samme fejl blive gentaget løbende gennem en serie, mens den i andre tilfælde bliver rettet undervejs med forvirrede læsere til følge.
Også scanningerne varierer en hel del. Nogle er meget omhyggelige med at få et pænt resultat, mens andre bare gør tingene hurtigt og ikke tænker over, at bind og magasiner trykt som paperbacks generelt ikke er særligt velegnede for scanning. Indimellem kan det også ske, at noget af det svagere tegnede ikke rigtig kommer med, og/eller at trykket på den anden side af originalen skinner igennem.
Scan af original betegnes RAW. Alt efter scanningens kvalitet skelnes mellem High Quality (HQ, høj kvalitet), Medium Quality (MQ, mellem kvalitet) og Low Quality (LQ, lav kvalitet). De første stammer typisk fra bind, mens de sidste typisk stammer fra magasiner (hvor navnlig mangaer trykkes kapitelvis først, før de samles i bind).
Yderligere problemer følger af, at scanlationgrupper mangler de professionelle oversætteres ressourcer. Grupperne har således ingen kontakt med seriernes skabere, hvilket kan betyde, at underforståede meninger kan gå tabt, og at eventuel tvivl ikke kan afklares. Et andet problem er manglen på økonomiske ressourcer, hvilket lægger en stærk dæmper på gruppernes ønske om produkter af professionel kvalitet. Et tredje problem er, at da scanlation er en hobby, kan medlemmer forlade deres grupper på ethvert tidspunkt med forsinkede eller opgivne projekter til følge. Grupper der efterlyser nye medlemmer ses derfor ofte og ikke altid uden grund. For når en gruppe som McDonald translations i løbet af fire år har en gennemstrøm af omkring 30 medlemmer og har mistet kontakten til de fleste, hjælper det selv sagt ikke på regulariteten for udgivelserne. Mens de der bliver også skal tage hensyn til skole, arbejde, familie og andet, der af indlysende årsager har højere prioritet.

## Er de professionelle bedre?
Det hører dog med til billedet, at kvaliteten også kan variere hos de professionelle. Oversættelse via tredjesprog med samme risici som nævnt ved scanlation ses således en del. For eksempel tog den tyske førsteoversættelse af mangaserien Cardcaptor Sakura således turen fra japansk til tysk via fransk. Og selv direkte oversættelse kan ikke dæmme op for kreative oversættere, der ændrer betydninger af ting eller ligefrem skriver ting ind i teksten. Mens både ordspil, fagord, national indforståethed og deciderede fejl i originalen tillige med mangel på passende ord og vendinger i sproget der oversættes til kan give problemer ved både scanlation og hos professionelle.
Yderligere problemer skaber dilemmaet mellem originaltroskab og forståelse hos læserne. For eksempel kan japanske suffikser for personnavne (-san, -chan, -kun etc.) sige en masse om personernes forhold til hinanden, men for udenforstående kan de til tider være en mindre videnskab at finde rundt i. Her må både professionelle og scanlation-gruper vælge, om de vil udelade dem, medtage dem uoversatte eller forsøge at erstatte dem med vestlige titler, der forstås af flere, men som ikke har helt samme betydninger.
Serier, der er stoppet i utide, er også et problem, man kender hos professionelle. Licenser til oversættelse kan blive trukket tilbage eller ikke forlænget, underskudsgivende serier kan blive droppet, og forlag kan som alle andre virksomheder gå konkurs. Alt sammen tilfælde hvor læserne ikke længere har eller aldrig får adgang til professionelle oversættelser, udover hvad der eventuelt måtte have overlevet som restpartier og brugt. Scanlation lever derimod videre på internettet.

## Oprindelse
Scanlation startede i sin tid som følge af mangel på mangaudgivelser uden for Japan. Import af manga fra Japan var ofte dyrt og kendskab til japansk var nødvendigt for at kunne forstå dem. Omtrent som fansub, men noget før, startede fans derfor i det små at dele deres bestræbelser på oversættelser via post. Med amateur press association, der var aktiv fra slutningen af 1970'erne til begyndelsen af 1990'erne, skete den første egentlige organisering, og det mere end et årti før de første legale mangaoversættelse i vesten så dagens lys i 1990 i magasinet Mangajin.
Omkring årtusindskiftet blev computere og internettet imidlertid hvermandseje. Den postbaserede deling gled ud til fordel for distribution på internettet, hvor folk nu dannede deres egne grupper. Tidlige eksempler på sådanne er Mangaproject, Mangascreener, Manga-Sketchbook og Omanga. De er siden blev fulgt i tusinder af grupper, hvoraf en del dog siden er ophørt. Og var læserne før hen begrænset til en begrænset skare, kan grupperne nu distribuere til alverden og det ikke kun manga men også tegneserier fra andre sprog som kinesisk og koreansk. Også en del af de fankreerede doujinshi-hæfter, der ellers kun trykkes i begrænset oplag, bliver oversat og distribueret som scanlation.

## Distribution i dag
Mange grupper har både deres egen hjemmeside og en IRC-kanal. IRC er en vigtig del af community-aspektet, da det muliggør her-og-nu-kommunikation mellem gruppens medlemmer og målgruppen. IRC gør det også muligt for grupperne at rekruttere nye medlemmer. En del udgivelser sker også gennem IRC snarere end via centrale hjemmesider, da belastningen af båndbredde så bliver fordelt mellem flere brugere, hvilket er meget vigtigt, da de fleste grupper ikke har indtægter af betydning.
Efterhånden udgiver mange grupper imidlertid deres ting i form af downloads fra deres hjemmesider, via torrents eller fra deciderede downloadsider som Mediafire eller Deposit Files. Nogle grupper udgiver slet ikke men tjener i stedet som downloadsted for andre grupper. Et eksempel på det er MangaTraders, som har udgivelser fra mange grupper liggende til direkte download på deres hjemmeside. Den slags centraliseret direkte download er populært blandt brugere, der ikke har kendskab til IRC.
En tredje distributionsform er hjemmesider, hvor serierne kan læses direkte på siderne evt. med tilhørende mulighed for download. Manga Fox, mangareader.net og Manga Park er eksempler på sådanne hjemmesider, hvor mange serier kan læses, typisk gjort tilgængelig inden for få dage efter at være blevet uploaded af de forskellige grupper på en af de ovennævnte måder. Offentliggørelsen på samlesider sker dog ikke nødvendigvis med gruppernes samtykke og gode vilje, men siderne er med deres nemme tilgængelighed og store udbud til gengæld populære hos læserne.

## Årsager til scanlation
En væsentlig motivation for scanlation i almindelighed er omfanget af nye tegneserier, der bliver skabt. De fleste nye animeserier bliver i dag hurtigt fansubbede, og mange får licens til distribution af firmaer rundt om i verdenen. Imidlertid er omfanget af mangaserier, der udgives i Japan (som har verdens største marked for tegneserier) så stort, at kommerciel oversættelse for mange seriers vedkommende er usandsynligt. Folkene bag scanlation udgiver ofte deres projekter, fordi de ønsker at sprede dem til en større skare.
Originaltroskab er også et vigtigt argument for tilhængere af scanlation. Kommercielle udgivelser vil ofte ændre titler, navne, ordspil og kulturelle referencer for at gøre dem mere forståelige for deres målgrupper. Spejlvendingen af serier (såkaldt flipping) i kommercielle udgivelser har også været udsat for kritik fra mangafans. Årsagen til spejlvending er at japansk og kinesisk traditionelt læses fra højre mod venstre, mens vestlige sprog som dansk, engelsk og fransk læses fra venstre mod højre. Da både fans og skabere klagede over, at dette ændrede oversættelsen fra originalen (i det taleboblerne kunne bruges, som de var, mens alt grafisk herunder ord på tøj og bygninger blev spejlvendt), er denne praksis nu stort set opgivet.
Omkostningerne ved og ventetiden på kommercielle udgivelser spiller også en rolle for nogle fans. Importerede tegneserie fra oprindelseslandene er nogle gange billigere end de kommercielle oversættelser trods de høje forsendelsesomkostninger. Et andet forhold er at scanlation kan udgives på internettet, straks det er færdig, hvor de professionelle udgivelser først skal trykkes, pakkes og sendes ud til forhandlerne og ofte med for længst fastsatte udgivelsesdatoer for øje. Det har betydning for særligt populære serier, hvor fansene gerne vil have adgang til de nyeste afsnit af yndlingsserierne så hurtigt som muligt og ikke vil vente på de professionelle oversættelser, der måske kan ligge et år eller mere ud i fremtiden. Det er f.eks. tilfældet for mangaserier som Naruto og Bleach, der som normalt for manga udgives afsnitsvis i magasiner for senere at samles i bind. Bind der vel at mærke er den primære distributionsmåde for professionelle i vesten, som derfor er nødt til at vente på samlingerne. Scanlation-grupperne tager derimod serierne afsnit for afsnit, og er de villige til at undvære de professionelle udgivelsers omslag mv., kan de gå i gang, straks en af deres folk har det originale magasin eller scan heraf i hænde.
Endelig kan motivationen for scanlation også være, at den professionelle oversættelse er gået i stå uden udsigt til snarlig genoptagelse. Eller der er tale om ren og skær lyst, til trods for at professionel oversættelse allerede foreligger eller kan ventes inden for en overskuelig fremtid. Modsat kan det dog også være fordi, der er censureret i de kommercielle udgivelser. Indimellem er der dog også tilfælde hvor der kort og godt er tale om simpel piratkopiering, i det grupperne tager de kommercielle udgivelser, scanner dem og distribuerer dem gratis. Mens der som en lidt ulogisk variant af og til også ses eksempler, hvor det nok er originaludgaven, der scannes, men hvor der skrives af efter den kommercielle oversættelse.

## Konkurrence, kvalitet og kontroverser
Ligesom i mere legale brancher præges scanlation af både konkurrence, indbyrdes kritik og samarbejde. Men også ansvarsfrihed spiller ind.
I modsætning til legale oversættelser er der ingen aftaler og licensgivne monopoler. Følgen er at der for de mest populære serier som Naruto kan komme 6-7 forskellige oversættelser af de samme kapitler. Men i gruppernes kamp om at komme først, bliver der ofte givet køb på kvaliteten. Det har givet anledning til en vis kritik, men hertil svares at læserne så til gengæld ikke behøver vente så længe. Og nogle grupper vælger at udgive en hurtig oversættelse først for så senere at komme med en mere gennemarbejdet. Til gengæld må det dog også bemærkes, at kvaliteten også varierer betydeligt hos de grupper, der ikke har så travlt, hvorfor heller ikke de kan sige sig helt fri for kritik.
De manglende aftaler og dermed manglen på forpligtelser betyder dog også, at oversættelse af mindre populære serier til tider finder sted efter tilfældighedsprincippet. Udgivelsestakten mellem kapitlerne kan – til dels dog også afhængig af deres størrelse og originalens udgivelsestakt – svinge fra få dage til flere måneder, hvis en given serie da ikke opgives i utide. Det sidste problem bliver dog af og til løst ved, at en anden gruppe tager serien op. Hvilket de netop på grund af manglen på aftaler "frit" kan gøre.
Men i og med at ingen kan påberåbe sig rettigheder, er der heller ingen kontrol med, hvad der sker en given oversættelse, når den først er offentliggjort. Følgen er at mange serier hurtigt havner på samlesider som Manga Fox og Manga Park til frustration for en del grupper, der egentlig havde bedt folk om enten at vente eller helt lade være. Denne offentliggørelse tager nemlig trafik og opmærksomhed fra deres egne sider, til fordel for mere organiserede der har bedre mulighed for at tjene penge på bannerannoncer. En del er desuden utilfredse med, at samlesiderne gengiver serierne i lavere opløsning for derved at spare på båndbredden. Andre grupper anerkender dog samlesiderne og har ingen problemer med den frie distrubution, ja nogle uploader endda selv. Nok så vigtigt er dog at samlesiderne er populære hos læserne, der undgår at skulle rode rundt mellem mange forskellige sider, ligesom samlesidernes tilknyttede fora giver mulighed for diskussioner læserne imellem. Og læsere, ja dem er der mange af. Flest på One Manga, der i maj 2010, kort før sin opgivelse af denne aktivitet, noteredes for 4,2 mio. unikke besøgende om måneden, hvilket gjorde den til den 935. mest besøgte hjemmeside på verdensplan. Og på de stadig eksisterende sider er læserne da også dækket ganske godt ind. Manga Park bød f.eks. i begyndelsen af marts 2012 på 9.013 forskellige serier, mens Manga Fox talte 8.717 serier, så der må siges at være noget for enhver smag.

## Jura
Scanlation er som udgangspunkt et brud på ophavsretten, da der er tale om illegal distribution, uden at skaberne hverken bliver spurgt eller får penge for det. Imidlertid har ophavsretsindehaverne traditionelt ikke valgt at forlange distributionen af en given serie stoppet, før der er aftalt kommerciel oversættelse til det givne sprog. Derfor har scanlationfolkene følt sig forholdsvis "sikre" i deres arbejde med scanlation af serier i lande, hvor der ikke foreligger sådanne aftaler. Nogle japanske forlag har dog truet grupper med retslige initiativer.
Selv hævder scanlationfolkene ophavsret til deres oversættelser, og en del vedføjer derfor deres udgivelser en side med kreditering og eventuelt bestemmelser om rettigheder og tilbagetrækning. I princippet har de da også ophavsret til oversættelserne, men distributionen må ikke ske uden de oprindelige tegnere og forfatteres samtykke. Et samtykke der normalt ikke er givet, hvorfor scanlation normalt er ulovligt. Det har dog ikke forhindret dens popularitet. Og for den sags skyld heller ikke at det udgivne som nævnt ovenfor ofte bliver distribueret på flere forskellige hjemmesider, uden at de ansvarlige scanlationfolk endsige seriernes skabere bliver spurgt om det.

## Reaktioner
Scanlation ses ofte af fans som den eneste måde at læse tegneserier, der ikke udgives i deres del af verdenen eller i det mindste på et for dem forståeligt sprog. Men i henhold til både nationale ophavsretslove og internationale aftaler så som Bernerkonventionen er scanlation illegalt. Da mange folk bag scanlation imidlertid stopper distribution, når der foreligger en licens til kommerciel distribution af en given serie og desuden anmoder folk om at købe de officielle udgivelser , ser de fleste grupper deres udgivelser som værende i en retslig gråzone. Det forhindrer dog ikke visse sider i fremdeles at have serier liggende, der er udgivet kommercielt, dog evt. med en bemærkning herom.
Nogle udgivere så som Del Rey Manga, Tokyopop og VIZ Media har benyttet reaktioner på forskellige scanlation som et forhold til at afgøre hvilke mangaer, de ville oversætte og udgive kommercielt. Som Steve Kleckner fra Tokyopop sagde 
"Og, hey, hvis du har 2.000 fans, der siger at de ønsker en bog, du aldrig har hørt om, må du gå ud og finde den."
Nogle oversættere har dog en anden opfattelse af sagen. Toren Smith: 
"Jeg ved fra samtaler med mange folk i industrien, at scanlation HAR en negativ effekt. Mange bøger, der er på vippen, vil aldrig blive udgivet legalt på grund af scanlation." 
Fra uafhængig hold er opfattelsen mere blandet. Således f.eks. hjemmesiden Sankaku Complex der i en artikel skød på både samlesider, der tjener penge på andres arbejde, og forlæggere, der stædigt holder fast i papiret som eneste distributionsform:
"...de fleste sådanne sider drives på rent kommercielt basis og finansieres gennem annoncering, mens de giver sig ud for at være "fællesskab"-sider – de årlige driftsomkostninger løber i ti- eller hundredetusinder af dollars, langt over det normale for et uformelt foretagende."

(...)

"Papirforlagene er øjensynligt desperate for at ignorere den teknologiske forstyrrelse, internettet udgør for deres århundreder gamle forretningsmodel, men det burde være klart nu, at digital distribution ikke vil forsvinde, og jo længere forlagene nægter at acceptere, at der findes alternativer til salg af mangs på papir, jo større skade vil de i sidste ende påføre deres industri, efterhånden som de teknologiske ændringer lader dem bagude."
Hos seriernes skabere er holdningen blandet men ikke just begejstret. Yana Toboso, der står bag den populære manga og anime Black Butler, peger således på de manglende indtægter som et grundlæggende problem: 
"Enhver har en ret til at nyde anime og manga, men vi skabere er stadig nødt til at spise for at leve. Penge er nødvendige for at spise. For at skabe de ting I holder så meget af, er vi til gengæld nødt til at få vores indkomst fra visning i tv, dvd-salg, mangasal og merchandise – pengene vi får fra det er vores løn og hvordan vi lever. (...)  Hvis I bliver ved med at ignorere dette, vil anime og manga i sidste reelt ophøre med at blive skabt."

## Til angreb eller samarbejde?
Som nævnt har forlæggere af både originaler og oversættelser traditionelt været tilbageholdende med indgreb overfor scanlation, hvorfor dette har kunnet trives ganske godt. Det er dog langt fra ensbetydende med værdsættelse. 
I begyndelsen af juni 2010 forlød det således, at de 36 forlag i Japan's Digital Comic Association (DCA) og flere fremtrædende amerikanske forlag ville gå sammen om retslige skridt mod 30 scanlation-sider, i det navnlig de store sider med samlinger af mange serier blev fremhævet. Hvor meget det vil påvirke er dog mere uklart. En af de store sider, Manga Helpers, tog ganske vist hurtigt konsekvensen og fjernede alle serier, de havde liggende, mens den mest besøgte, One Manga, fulgte trop en måneds tid senere. Et par andre, Manga Toshokan og Manga Fox, valgte en mellemløsning og fjernede en del serier. Men sidstnævnte valgte imidlertid til gengæld i næsten samme åndedrag at genindsætte et antal andre serier, der ellers var blevet fjernet tidligere på året, fordi indholdet var for voksenorienteret for sidens de facto-sponsor Google Adds. Mens en side som Manga Park modsat har bygget ud med både de fjernede og andre serier. Ja i en del tilfælde gengiver de endog både scan af legale oversættelser og sider fra andre samlesider så som netop Manga Fox og det endda inklusive respektives bemærkninger om ophavsret!
En væsentlig faktor er dog, at der da initiativet fremkom var lidt over 800 aktive scanlation-grupper. Samlesiderne giver grupperne en del opmærksomhed, men da langt de fleste opererer uafhængigt, er det nok et åbent spørgsmål hvor meget forlagenes planer om retslige skridt mod samlesiderne reelt vil påvirke dem. I april 2011 lå antallet således endnu på omkring 750, altså et fald på beskedne 6-7 %.
Indimellem forsøger nogle imidlertid at gå den anden vej og etablere legale scanlation-sider. Her falder et initiativ fra Digital Manga Publishing fra 2010 særligt i øjnene. Det gik ud på, at man ville hyre scanlation-folk til at gøre som de plejer, men godkendt og med muligheden for betaling hvis kvalifikationerne var til det. Noget der så skulle gøre det muligt at give læserne adgang til hundredvis af mangatitler uden den tidsmæssigt og økonomisk krævende proces traditionelle udgivelser på tryk er. Noget der åbenbart var støtte til, for man havde erhvervet licenser for intet mindre end 487 serier.
Noget tyder dog på at de andre forlag også godt er klar over at fremtiden er elektronisk. 2. november 2010 lancerede VIZ Media således de første bind af seks populære mangaserier til Apple iPad og til en markant lavere pris end de tilsvarende trykte bind. 30. januar 2012 startede forlaget også et digitalt magasin, og det fik scanlationgruppen MangaStream snart at mærke, da man måtte fjerne syv populære men licenserede serier efter krav fra VIZ Media. MangaStream undlod dog i den forbindelse ikke at påpege, at magasinet kun bragte tre af serierne og det med flere numres forsinkelse.
Også ovennævnte DCA gik ind på det digitale marked. 12. november 2010 forlød det således, at de da 37 japanske forlag bag var gået sammen om en portalside for nordamerikanske fans med mangaserier, informationer og nyheder vedrørende forlagene. Betaversionen af den nye side, JManga, gik i luften i marts 2011 med smagsprøver fra en række serier. Den egentlige premiere fandt sted 17. marts 2011 med de første bind fra 48 serier, der ikke tidligere havde været offentliggjort i USA, men som nu kunne læses mod betaling gennem et pointsystem. Samtidig bekendtgjordes det, at man ville øge antallet løbende "til nogle få tusinde indenfor det næste år og op til 10.000 i 2013." 28. februar 2012 åbnede man op for læsere fra resten af verdenen. I begyndelsen af marts 2012 bød siden dog endnu kun på 99 serier, hvoraf kun en håndfuld kunne siges at være lidt kendte, mens de hitserier, der var stillet i udsigt ved premieren, endnu glimrede ved deres fravær. Et års tid senere, 14. marts 2013, var siden kommet op på 312 serier, hvoraf 10-12 kunne kaldes lidt kendte, mens mange andre kun havde bind 1 at byde på. Samme dag meddelte JMange imidlertid, at siden ville blive afviklet med endelig lukning 30. maj 2013. Brugere, der ikke havde nået at benytte deres point, ville i stedet få Amazon-gavekort.
Og de retslige initiativer DCA lagde op til? De er stadig ikke blevet omsat i praksis...

## Originaler på nettet – et beslægtet stridspunkt
Mens forlagene i oprindelseslandene traditionelt ikke har taget scanlation så tungt, så falder det dem noget mere for brystet, at også scan af originalerne distribueres på internettet, nogle gange endda på de samme sider som scanlation. For mange scanlationfolk er de grundlaget for deres aktivitet, men da internettet er internationalt, giver det også gratis adgang for folk fra oprindelseslandene. Folk der ellers ofte væsentlig nemmere og billigere kan erhverve fysiske eksemplarer af originalerne og derved støtte skaberne. F.eks. koster et bind af Hayate the Combat Butler 9,99 USD (57,59 DKK, i dansk butik 80,00 DKK) i den engelske oversættelse, mens den japanske original kan erhverves for omtrent det halve, 420 JPY (25,10 DKK)(priser og kurser pr. 14. marts 2013). Det forhindrede bare ikke at f.eks. den senere helt lukkede internationale side MangaHelpers kunne notere at ca. 35 % af læserne alligevel kom fra Japan. Så da forlaget Shueisha appellerede for stop for scanning i april 2010, valgte man både at fjerne serier fra både Shueisha og Shogakukan og blokere helt for læsere fra Japan. Derved undgik man måske den skæbne, der et par uger senere overgik den populære amerikanske side HTMLcomics.com, som blev lukket ned og fik serverne konfiskeret af FBI for at distrubuere en masse amerikanske serier uden tilladelse.
I begge tilfælde er det dog tiltag, der ikke kan undgå at stå i skærende kontrast til de forlag og tegnere, der selv lægger deres serier ud på nettet. Et prominent eksempel er således her amerikanske Garfield, hvor samtlige striber siden starten i 1978 kan læses frit på den officielle hjemmeside. Mens der i Japan peges på, at de store forlæggeres bekymring dybest set er frygten for at miste deres traditionelle kontrol med seriernes skabere, mangakaerne og at magasinernes oplagstal falder. Et forhold der forstærkes af, at nogle mangaka reelt ser internetdistributionen som reklame for udgivelsen af deres serier som bind. Bind der vel at mærke stadig sælger ganske godt.
Det er dog ikke fordi forlagene ikke godt ved at der er penge i internetdistribution, snarere tværtimod. I 2009 omsattes således elektroniske tegneserier i Japan for skønnet 42,2 mia. JPY (ca. 2,8 mia. DKK), et tal der forventedes at stige til 50 mia. JPY i 2010. Et lyspunkt for en branche der samme år måtte notere en nedgang i forhold til året før på 6,6 % til det dog stadig svimlende beløb af 418,7 mia. JPY (ca. 27,7 mia. DKK). Nok så vigtigt er dog at de elektroniske serier sparer ting som trykning, distribution og avancer til forhandlere for forlagene, samtidig med at det øger tilgængeligheden for ikke helt nye og mere obskure mangaer. Men for læserne betyder det imidlertid hverken lavere priser eller bedre grafisk kvalitet i forhold til trykte mangaer. Mens mangakaene modsat heller ikke får en større andel fra de traditionelle forlag som Kodansha, hvad de ellers gør hos rene internetbutikker som Amazon. En kombination der sammen med forholdene i ovenstående afsnit med den uafhængige side Sankaku Complex's udtryk kan medføre at "...den gamle garde måske vil opdage, at det nye marked forsvinder mellem deres fingre hurtigere, jo hårdere de presser det."
Nogle mangaka er i hvert fald villige til at gå egne veje. Den kendte mangaka og kommentator Ken Akamatsu startede således en gratis reklamefinansieret side, J-Comi, 26. november 2010, øjensynligt primært med udsolgte serier. Der indledtes med hans egen hitserie Love Hina, men det forventes at andre serier og mangaka vil følge.

## Kuriosa
- Også scanlationfolk kender til aprilsnar. I 2009 forsøgte gruppen FoOlRulez sig således med en oversættelse af Hayate the Combat Butler kapitel 130, hvor der skiftedes mellem en række forskellige sprog som tjekkisk, tysk, nederlandsk og fransk. En spøg der dog ikke rigtig vandt gehør hos læserne, der havde forventet et kapitel kun på engelsk. At den velbesøgte side MangaFox først fik kapitlet 2. april gjorde ikke just sagen bedre. Så da FoOlRulez kom med den rigtige oversættelse et par uger efter, måtte man da også meget undskylde.[33][34]
- I 2011 forsøgte WOW!Scans sig så, i det teksten i et kapitel i shota-serien Junk Buddies blev udskiftet med dialogen fra de indledende scener i spillefilmen Star Wars Episode IV: Et nyt håb. Et initiativ der her blev modtaget noget bedre af læserne, men serien var da heller ikke en af gruppens normale, hvorfor der i sagens natur ikke var nogen forventninger.[35]